# Runton
Runton est une paroisse civile du Norfolk, en Angleterre.